# The Legendary Pink Dots

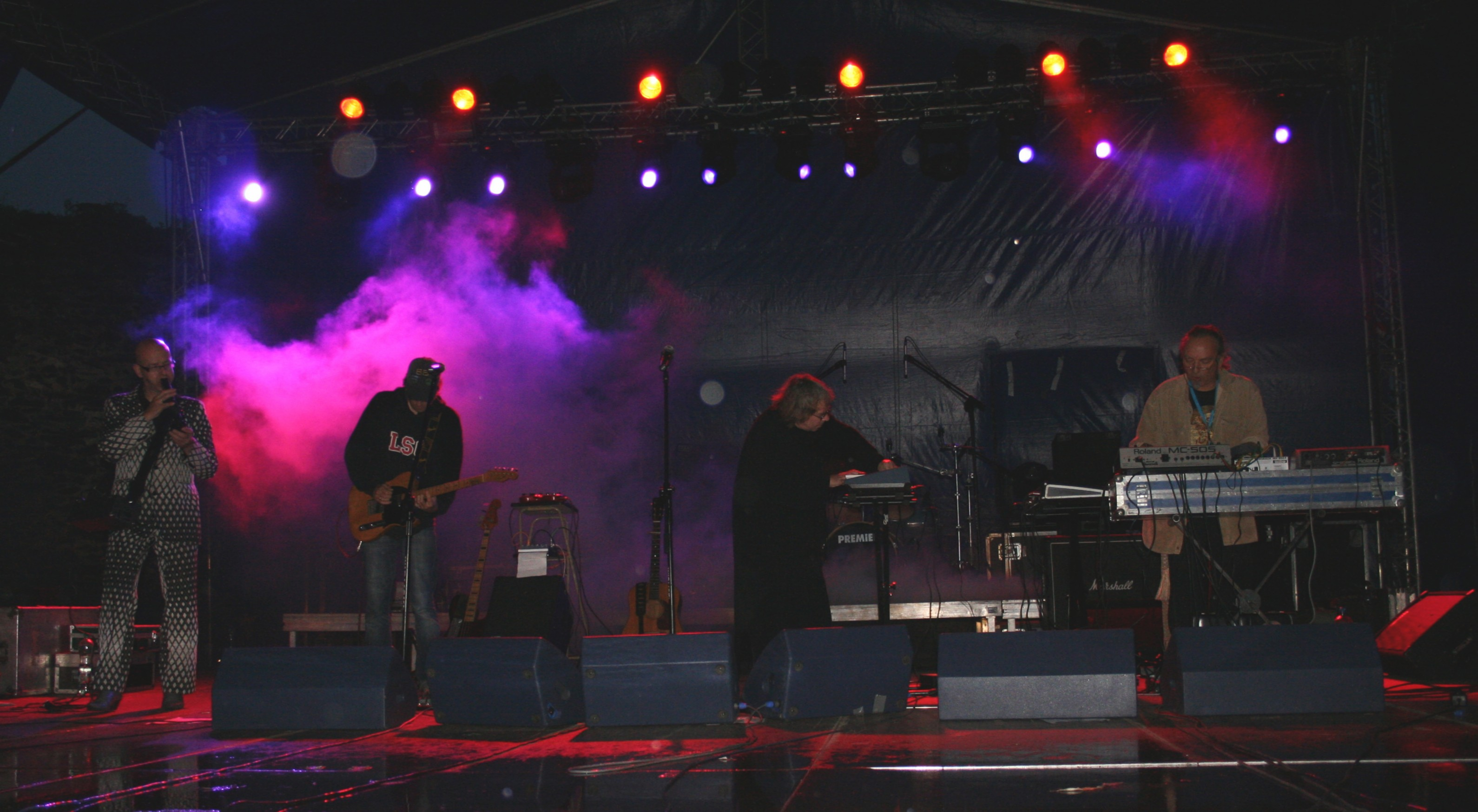
The Legendary Pink Dots in 2007

The Legendary Pink Dots is een van origine Britse experimentele rockband, opgericht aan het einde van de jaren 70. In de jaren 80 verhuisde de band naar Nederland.
De band bestaat uit de originele vocalist Edward Ka-Spel, gitarist Erik Drost en sinds 2022 toetsenist Randall Frazier. Hun stijl wordt vaak beschreven als een amalgaam van psychedelische rock, industrial, experimentele rock, synth-pop en avant-garde. De band heeft in haar bestaan meer dan 40 albums gemaakt en toert nog geregeld over de wereld.